# Rio Atuá
Rio Atuá är ett vattendrag i Brasilien.   Det ligger i delstaten Pará, i den nordöstra delen av landet, 1 600 km norr om huvudstaden Brasília.
I omgivningarna runt Rio Atuá växer i huvudsak städsegrön lövskog.